# Klosterskolan, Avesta
Klosterskolan är en byggnad i Avesta, Dalarnas län. Den uppfördes 1880 efter ritningar av Adolf Kjellström från Örebro och plan av Albert Bergström, bruksförvaltare vid Avesta järnverk, med assistans från sin bror Carl Johan Bergström. Byggnadsmaterialet är huvudsakligen slaggtegel från järnverket. Byggnaden användes ursprungligen som skola, enligt överintendentsämbetets normalbestämmelser för skolor beräknade för minst 180 barn. Numera håller olika ordenssällskap till i lokalerna. Länsstyrelsen i Dalarnas län byggnadsminneförklarade Klosterskolan 2011.